# Dendrobium mortii
Dendrobium mortii là một loài thực vật có hoa trong họ Lan. Loài này được F.Muell. mô tả khoa học đầu tiên năm 1859.